# Tumbler Ridge
Tumbler Ridge es un municipio distrital canadiense situado en la provincia de Columbia Británica.

## Superficie
Tumbler Ridge tiene una superficie de 1557,41 km².

## Demografía
En 2021, tenía 2399 habitantes, una densidad poblacional de 1,5 hab./km², y 1551 viviendas.